# Evaniella ditoma
Evaniella ditoma är en stekelart som först beskrevs av Jean-Jacques Kieffer 1911.  Evaniella ditoma ingår i släktet Evaniella och familjen hungersteklar. Inga underarter finns listade i Catalogue of Life.